# Weinberghänge rechts des Neckars unterhalb des Muckensturms, der Steinhalde, des Zuckerberges und die anschließende Hochfläche mit dem Steinhaldenfriedhof
Das Gebiet Weinberghänge rechts des Neckars unterhalb des Muckensturms, der Steinhalde, des Zuckerberges und die anschließende Hochfläche mit dem Steinhaldenfriedhof ist ein Landschaftsschutzgebiet in den Stuttgarter Stadtbezirken Cannstatt und Münster. Es wurde am 16. Oktober 1961 vom Bürgermeisteramt der Stadt Stuttgart in einer Sammelverordnung als Landschaftsschutzgebiet Nr. 14 ausgewiesen.

## Lage und Beschreibung
Das 53,4 Hektar große Landschaftsschutzgebiet liegt im Nordosten von Stuttgart zwischen den Stadtvierteln Steinhaldenfeld und Sommerrain. Im Westen grenzt es an das Landschaftsschutzgebiet Zuckerberg-Muckensturm. Naturräumlich gehört es zum Neckarbecken.
Es umfasst im Wesentlichen den Steinhaldenfriedhof und dessen Umgebung mit Kleingartenanlagen, Äckern und Wiesen. Das Gebiet liegt auf einer lössüberdeckten Hochfläche rechts des Neckars.
Ein zweites Teilgebiet liegt jenseits des Neckars im Bereich Kirchstaffelweg. Es umfasst die Fläche zwischen Enzstraße  und Neckartalstraße mit einem steilen, ehemaligen Prallhang des Neckars, der durch Trockenmauern terrassiert ist und kleingärtnerisch genutzt wird, samt der vorgelagerten Talsohle, die als Sportgelände genutzt ist.

## Geschichte
Durch die Ausweisung des LSG „Zuckerberg-Muckensturm“ im Jahr 1987 wurde das Landschaftsschutzgebiet deutlich verkleinert, weshalb einige der im Namen geführte Landschaftsteile heute nicht mehr im Landschaftsschutzgebiet liegen. Im Jahr 2006 wurde das Landschaftsschutzgebiet im Gewann Hochflur um weitere vier Hektar verkleinert.